# Nicholas Cantilupe, 3. Baron Cantilupe

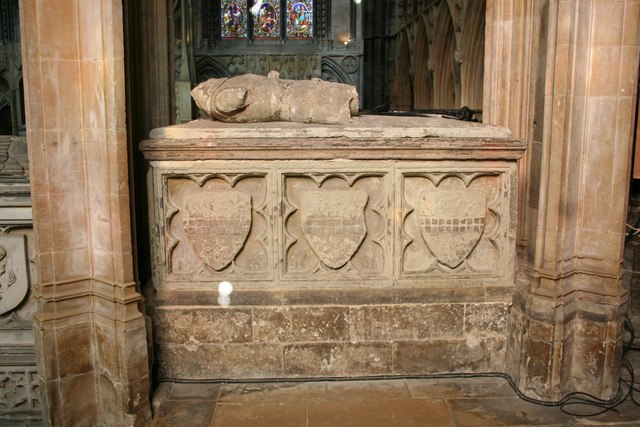
Das stark beschädigte Grabdenkmal für Nicholas Cantilupe in der Kathedrale von Lincoln

Nicholas Cantilupe, 3. Baron Cantilupe (auch Cantelupe oder Cauntelo) (* um 1301; † 31. Juli 1355) war ein englischer Adliger, Richter und Militär. Als relativ kleiner Baron erarbeitete er sich das Vertrauen von König Eduard III., der ihn mit zahlreichen Ämtern und Aufgaben betraute.

## Herkunft und Erbe
Nicholas Cantilupe entstammte einer Nebenlinie der anglonormannischen Familie Cantilupe. Er war ein jüngerer Sohn von William Cantilupe, 1. Baron Cantilupe und dessen Frau Eve Boltby († nach 1314), der früheren Frau von Alan of Walkingham. Sein Vater war ein kleinerer nordenglischer Baron, der bereits vor 1308 starb. Nicholas älterer Bruder William Cantilupe, 2. Baron Cantilupe erbte daraufhin die Besitzungen ihres Vaters. 1320 übergab ihm sein Bruder die Güter von Greasley in Nottinghamshire sowie Middle Claydon in Buckinghamshire. Wenig später starb sein Bruder kinderlos, so dass Nicholas nun den Titel Baron Cantilupe sowie alle Güter der Familie erbte, darunter Ilkeston und Withcall in Nottinghamshire sowie Besitzungen in Derbyshire und Lincolnshire. Nach dem Tod von William Walkingham, dem Sohn seiner Mutter aus ihrer ersten Ehe, erbte er Ravensthorpe in Yorkshire und weitere Besitzungen der Familie Boltby. 1337 übergab ihm Roger Lestrange, 4. Baron Strange of Knockin lebenslang die Verwaltung von Clifford Castle in Herefordshire. Im April 1340 erhielt er vom König die Erlaubnis, sein Gut in Greasley zu befestigen.

## Karriere als Verwalter, Richter und Militär

### Aufstieg unter Eduard II. und Eduard III.
Seine ersten militärischen Erfahrungen sammelte Cantilupe 1319 während des gescheiterten Feldzugs von König Eduard II. nach Schottland und 1322 unter Aymer de Valence, 2. Earl of Pembroke, dessen Feldzug nach Schottland ebenfalls scheiterte. Am 19. April 1326 wurde Cantilupe zum Ritter geschlagen. Im Juli 1326 wurde er beschuldigt, zusammen mit seinen Vasallen Withcall in Lincolnshire überfallen zu haben. 1327 kämpfte er zusammen mit Hugh de Audley gegen die Schotten. 1328 diente er erstmals als königlicher Richter, bevor er im August 1329 ins Ausland reiste. Anfang der 1330er Jahre kehrte er nach England zurück. Im Dienst des jungen Königs Eduard III. stellte er nach dessen Machtübernahme die königliche Herrschaft in den nordöstlichen Midlands wieder her. Im April 1335 wurde er vom König zum Verwalter des von Schottland eroberten Berwick ernannt. In den nächsten Monaten reiste er deshalb mehrmals zwischen England und Schottland hin und her, um seine Aufgaben als Militär und als Richter zu erfüllen. Im Januar 1336 wurde er erstmals in das Parlament berufen.

### Militär zu Beginn des Hundertjährigen Kriegs
Nachdem 1337 der Hundertjährige Krieg mit Frankreich begonnen hatte, reiste Cantilupe im Juli 1338 zusammen mit dem Earl of Derby nach Antwerpen, wo er im November zum Gefolge von Eduard III. gehörte. Anschließend kehrte er nach England zurück, um im Juli 1339 mit weiteren Soldaten und Ausrüstung wieder in die Niederlande zu ziehen. 1340 war er wieder in England, wo er im Auftrag des Königs als Richter diente und Steuern erhob. Im November 1340 begleitete er den König bei seinem erneuten Einzug in das flandrische Gent, wo er ihn unterstützte, seine Gegner aus der Stadt zu vertreiben. Im Dezember 1340 und im Januar 1341 reiste Cantilupe jeweils nach Canterbury, um Erzbischof Stratford nach London zu bestellen. Anschließend sollte er im Auftrag des Königs Korruption und andere Missstände in der Verwaltung der nordöstlichen Midlands eindämmen. Dabei führte er den Vorsitz über eine Gerichtsverhandlung in Lincoln, bei der ein früherer Sheriff gestand, einen gestrandeten Wal widerrechtlich ausgeschlachtet zu haben, der eigentlich Alice de Lacy, Countess of Lincoln zugestanden hatte. Bis Ende des Jahres übte er seine Ämter in den Midlands aus, ehe er zu einem Feldzug gegen die Schotten aufgerufen wurde. Dazu kam es jedoch nicht, denn im Januar 1342 sollte er sich wieder nach London begeben, um an einem Feldzug in die Gascogne teilzunehmen. Nachdem in der Bretagne der Erbfolgekrieg ausgebrochen war, erhielt er zusammen mit dem Earl of Derby das Kommando über eine englische Streitmacht, mit der in der Bretagne eingreifen sollte. Im Oktober 1342 erreichten sie Brest, wo sie überwinterten. Im Frühjahr 1343 kehrte er nach England zurück. Dort übernahm er wieder sein Amt als Richter, ehe er im Januar 1346 plötzlich schwer erkrankte.

### Letzte Jahre und Tod
Erst im Oktober 1346 war er soweit genesen, dass er sein Richteramt wieder aufnehmen konnte. Im Oktober 1349 nahm er an der Umbettung der Gebeine seines Verwandten, des heiligen Thomas of Hereford teil. 1352 wurde er mit der Küstenverteidigung und der Aufstellung von Truppen in Lincolnshire beauftragt. 1354 wurde er letztmals in das Parlament berufen, bevor er im Sommer des nächsten Jahres starb.
Cantilupe galt als besonders gläubig. Im September 1333 trat er eine Pilgerreise ins Ausland an, deren Ziel unbekannt ist. Im Dezember 1343 gründete er bei seinem Gut Greasley das Kartäuserpriorat Beauvale. Dazu gründete er das innerhalb der Kathedralfreiheit von Lincoln gelegene Stift Cantilupe College. Er wurde in der Kathedrale von Lincoln beigesetzt.

## Familie und Nachkommen
Cantilupe heiratete in erster Ehe Tiffany, deren Herkunft unbekannt ist. Mit ihr hatte er mindestens einen Sohn:
- William (um 1325–um 1375)

Wohl Anfang 1342 heiratete er in zweiter Ehe Joan Littlebury († 1362), die Witwe von William Kyme, 2. Baron Kyme und Tochter von Sir Humphrey de Littlebury. Sie brachte umfangreiche Besitzungen in Lincolnshire mit in die Ehe.
Vor seinem Tod schloss Cantilupe seinen Sohn William als Erben aus, so dass sein ältester Enkel, der erst 13-jährige Nicholas Cantilupe sein Erbe wurde. Keiner von seinen direkten Nachkommen wurde wieder als Baron in das Parlament berufen.